# Mentální věk
Mentální věk je příkladem tzv. vývojových norem používaných v psychologické diagnostice, který udává mentální vyspělost lidského jedince v letech. Termín použili poprvé roku 1905 francouzští psychologové Alfred Binet a Théodore Simon, když testovali děti z hlediska jejich schopnosti zúčastnit se školní výuky, která byla tehdy ve Francii zaváděna jako povinná.

## Definice
Mentální věk určuje vyspělost dítěte nehledě na jeho chronologický věk a stanovuje se na základě testu inteligence či jiné zkoušky. Mentální věk se určil podle nejnáročnějších úloh, které byly průměrně schopné vyřešit děti shodného věku chronologického. Dosáhne-li tedy dítě vyššího mentálního věku, než je jeho věk chronologický, pak je nadprůměrně inteligentní - naopak, dosáhne-li horšího výsledku, je podprůměrné. Mentální věk původně sloužil k diagnostice mentálně retardovaných dětí, ukázal se však jako nevhodný - hodnocení je pevným mentálním rokem, kdežto prakticky všechny zaostalé děti se dále vyvíjejí (i když pomaleji než děti zdravé) a měl by se tedy i měnit i jejich mentální věk.

## Inteligenční kvocient
Tento problém vyřešil v roce 1912 německý psycholog William Stern, když definoval inteligenční kvocient (původně mentální kvocient) jako podíl věku mentálního vůči věku chronologickému (například desetileté dítě s intelektuálními schopnostmi na úrovni dítěte třináctiletého bude mít IQ rovno 130: 100×13/10). Mentální věk však není možné použít u dospělých, kde se úroveň intelektových schopností nemění (či spíše klesá), a tedy tento způsob měření ztrácí smysl. Proto se dnes dává přednost spíše deviačnímu IQ, určujícímu velikost rozdílu od průměrného intelektuálního výkonu lidí stejného věku.

## Současné použití
V dnešních testech inteligence ani jiných zkouškách se zpravidla pojem mentální věk nevyskytuje. Některé testy inteligence (v České republice třeba Woodcock-Johnson IE II COG) či například školních schopností nicméně používají pojem ročníkový ekvivalent či věkový ekvivalent, které udávají, jakému školnímu ročníku či chronologickému věku by odpovídal výkon příslušného dítěte.